# Nimbochromis livingstonii
Nimbochromis livingstonii е вид лъчеперка от семейство Цихлиди (Cichlidae).

## Разпространение
Видът е разпространен в езерото Малави.. Обявената максимална дължина на мъжкия е 25 сантиметра, докато женските достигат 20 см. Възрастните мъжки внимателно сменят цвета си в отговор на променящата се бързо среда, като създават натурален камуфлаж от брилянтно син и зелен, а дори и златистожълт цвят.